# Metriopelia aymara
Rolinha-de-pintas-douradas ou rolinha-de-ombros-dourados (Metriopelia aymara) é uma espécie de ave da família Columbidae.
Pode ser encontrada nos seguintes países: Argentina, Bolívia, Chile e Peru.
Os seus habitats naturais são: matagal tropical ou subtropical de alta altitude e campos de altitude subtropicais ou tropicais.